# Ochrana spotřebitele v Evropské unii
Ochrana spotřebitele v Evropské unii je souhrn právních norem, směrnic a opatření, která vedou k ochraně práv a zájmů spotřebitele na celém území Evropské unie. Spotřebitelem se rozumí člověk poptávající z důvodu uspokojení svých potřeb a zájmů zboží nebo služby. Každý člověk je spotřebitelem, ale současně je zpravidla nějak zúčastněn na výrobním procesu.

## Vývoj právní ochrany spotřebitele v historii
Již římské právo znalo institut odpovědnosti za skryté vady při prodeji zboží, ve kterém lze spatřovat ochranu spotřebitele. Magna charta libertatum zase ustanovovala jednotné míry pro víno, pivo či obilí. Kořeny evropské spotřebitelské politiky sahají do počátku integračního procesu,[kdy?] ačkoliv původní Římské smlouvy z roku 1957 explicitně tuto problematiku nezmiňovaly.  První systematický přístup definoval Předběžný program EHS o ochraně spotřebitele a informační politice z dubna 1957, který stanovil pět základních práv:
- Právo na ochranu zdraví a bezpečnosti
- Ochrana ekonomických zájmů
- Náhrada škody
- Přístup k informacím a vzdělávání
- Zastoupení v rozhodovacích procesech

Od 70. let 20. století (poprvé na pařížském summitu v roce 1972) se ochrana spotřebitele stala jedním z hlavních zájmů ES. Zlomem se stal Jednotný evropský akt (1987), který poprvé zakotvil pojem spotřebitele do primárního práva a umožnil harmonizaci legislativy na základě článku 100a (nyní[kdy?] článek 114 SFEU). Skutečným milníkem však byla Maastrichtská smlouva (1993), jež v článku 129a (nyní[kdy?] článek 169 SFEU) vyhlásila ochranu spotřebitele za samostatnou politiku EU a zavázala členské státy k jejímu průřezovému začleňovaní do všech oblastí činnosti Unie. Úroveň ochrany spotřebitele by měla dnes[kdy?] být stejná ve všech zemích EU a odpovídat potřebám 21. století.

## Právní rámec a základní principy
Ústavní základ ochrany spotřebitele tvoří články 12, 114 a 169 Smlouvy o fungování EU, doplněné článkem 38 Listiny základních práv EU. Tyto normy stanovují:
- Povinnost zohledňovat spotřebitelské zájmy při tvorbě všech politik EU
- Harmonizaci právních předpisů členských států na vysoké úrovni ochrany
- Možnost členských států přijímat přísnější opatření, pokud jsou kompatibilní se smlouvami[6][7]

Klíčovým principem je maximální harmonizace, která nahradila původní minimální standardy. Tento posun, kodifikovaný Zelenou knihou o revizi spotřebitelského acquis (2007), eliminuje rozdíly mezi národními právními řády a zvyšuje právní jistotu pro přeshraniční obchod.

## Hlavní oblasti regulace

### Ochrana zdraví a bezpečnosti
Regulace zavedly systém obecné bezpečnosti výrobků, stanovující povinnost výrobců poskytovat informace spotřebitelům, vytvářet opatření pro předcházení bezpečnostních hrozeb či monitorovat bezpečnost výrobků. Specifickými právními předpisy jsou regulovány určité skupiny výrobků jsou to léky a potraviny, dále například kosmetika, hračky, výbušniny a tabákové výrobky.
Regulace se řídí systémem obecné bezpečnosti výrobků (Směrnice 2001/95/ES), který ukládá výrobcům povinnost monitorovat rizika a stahovat nebezpečné produkty z trhu.[zdroj?]
- Potraviny: prostřednictvím Evropského úřadu pro bezpečnost potravin (EFSA)
- Léčiva: centralizovaný schvalovací proces Evropské lékové agentury (EMA)
- Kosmetika a hračky: přísné certifikační požadavky[7]

### Ochrana ekonomických zájmů
Jedná se o směrnice regulující elektronický obchod, chránící práva spotřebitelů v on-line prostředí. Regulace se také týká přeshraničních plateb a převodů, volného pohybu služeb televizního vysílání, nepřiměřených podmínek ve spotřebitelských smlouvách, prodeji spotřebitelského zboží, záruk na takové zboží a odpovědnosti za vadné výrobky a údaje o ceně. Je přímo zakázáno obtěžování, donucování a nepatřičné ovlivňování či klamavá reklama. Směrnice chrání základní práva spotřebitelů při rezervaci souborných služeb pro cesty, pobyty a zájezdy a stanovují společná pravidla náhrady škod v letecké dopravě. Oblast spotřebitelských a hypotečních úvěrů je regulována směrnicemi stanovujícími shodné standardní evropské informace o spotřebitelském úvěru.
Směrnice o nekalých obchodních praktikách (2005/29/ES) zakazuje klamavé reklamy, agresivní obchodní postupy a zneužívání informační převahy. Směrnice o spotřebitelských právech (2011/83/EU) garantuje:
- 14denní lhůtu pro odstoupení od smlouvy u distančních prodejů
- Jasné informace o cenách a vlastnostech zboží
- Zákaz předzaškrtnutých platebních polí v e-obchodech[11][12]

### Digitální prostředí
Nový Program pro spotřebitele 2020-2025 reaguje na výzvy digitální ekonomiky:
- Nařízení o geoblockingu (2028/302)[14] zakazuje diskriminaci zákazníků podle země původu
- Směrnice o digitálním obsahu (2019/770)[15] upravuje práva při nákupu digitálních služeb
- Kolektivní redressový mechanismus (2020/1828)[16] umožňuje hromadné žaloby

### Energetické trhy
Právní předpisy zaručují snadný a bezplatný přístup k údajům o spotřebě za účelem lepšího přehledu o své spotřebě; na stanovených domácích spotřebičích musí být uvedeny informace o funkčnosti a spotřebě energie. Spotřebitelé se mohou také svobodně rozhodnout o dodavateli elektřiny a plynu.
Evropská legislativa (zejména tzv. Čtvrtý energetický balíček – Čistá energie pro všechny Evropany) zaručuje spotřebitelům řadu práv:
- Právo na svobodnou volbu dodavatele a na změnu dodavatele bez poplatků do tří týdnů.
- Transparentnost cen a smluv – spotřebitelé mají právo vědět, za co platí.
- Přístup k srovnávacím nástrojům pro nalezení nejvýhodnější nabídky.
- Ochrana před odpojením v případě zranitelných zákazníků.
- Právo na inteligentní měřidla a přístup k údajům o spotřebě.
- Možnost stát se aktivním zákazníkem – např. výrobcem vlastní elektřiny.
- Řešení sporů prostřednictvím mimosoudních mechanismů.

## Ochrana práv spotřebitelů
Spotřebitelé a obchodníci mohou při řešení sporů využít mimosoudní mechanismy, prostřednictvím rozhodce, veřejného ochránce práv nebo prostředníka. Jedná se o levnější a rychlejší opravné prostředky. Vnitrostátní orgány zajišťují přístup spotřebitelů dosažení jejich práv.

### Právo EU
Hlavním zdrojem ochrany spotřebitele v Evropské unii je právo EU, listina základních práv a Lisabonská smlouva. Díky jednotnému trhu je umožněn volný pohyb většiny zboží, služeb, kapitálu a osob. Veškerá činnost Evropské unie je založena na zásadách právního státu, kdy s přijatými smlouvami musejí souhlasit všechny členské státy. Hlavní hodnoty, které Evropská unie prosazuje, jsou dodržování lidských práv, demokracie, svoboda a lidská důstojnost.
V roce 2009, když byla podepsána Lisabonská smlouva, přičemž součástí byla i Listina základních práv Evropské unie, byla všechna práva shrnuta v jednom dokumentu. Adresátem mohly být státy nebo jeden stát, fyzické i právnické osoby nebo skupiny jednotlivců. Rozhodnutí bylo okamžitě závazné a nepotřebovalo v členských státech žádné další legislativní úkony. Přijetím Lisabonské smlouvy došlo ke sloučení Evropské unie a Evropského společenství v jedinou Evropskou unii, která má právní subjektivitu. Listina zaručuje občansko-politické, hospodářské a sociální svobody a zásady v ní zakotvené.
Právním základem jsou články 114 a 169 Smlouvy o fungování Evropské unie (SFEU).

### Úloha Evropského parlamentu
Evropský parlament usiluje o posílení právních předpisů EU na ochranu spotřebitele a zajištění rovnováhy mezi zájmy trhu a zájmy spotřebitelů. Tyto snahy jsou založeny na novém programu pro spotřebitele na období 2020–2025, nové politice pro spotřebitele, Zelené dohodě pro Evropu a akčním plánu pro oběhové hospodářství.
Evropští spotřebitelé mají prospěch z opatření posilujících vnitřní trh EU, zejména z iniciativy pro jednotný digitální trh. To zahrnuje nařízení o poplatcích za roaming, internetovém připojení, přenositelnosti online obsahu, přeshraničním doručování balíků, obecné ochraně údajů a zeměpisném blokování, směrnici, kterou se stanoví evropský kodex pro elektronické komunikace a volný tok neosobních údajů, a směrnici o autorském právu na jednotném digitálním trhu.

## Výzvy a budoucí směřování
Současná politika čelí třem hlavním výzvám:
1. Ekologická transformace: Zelená dohoda pro Evropu požaduje integraci udržitelnosti do spotřebitelských vzorců
2. Digitalizace: Boj proti dezinformacím a zneužívání umělé inteligence v marketingu
3. Globální dimenze: Export evropských standardů prostřednictvím dohod o volném obchodu[12]